# Alex Omes
Alejandro "Alex" Omes (Argentina, 1971 - Miami, 12 de enero de 2015) fue un promotor de conciertos y empresario estadounidense nacido en Argentina. En 1999, Omes y Russell Faibisch, su entonces socio comercial, cofundaron el Ultra Music Festival, un festival de música electrónica al aire libre que se celebra anualmente en Miami, Florida. Desde su fundación, Ultra Music Festival se ha convertido en uno de los festivales de música de baile electrónica más grandes del Estados Unidos y del mundo. Se estima que 400.000 personas asistieron al Ultra Music Festival en el transcurso de dos fines de semana en 2013, el mayor número de asistentes hasta la fecha.

## Temprana edad y educación
Omes nació en 1971 en Argentina, país donde se crio hasta los 9 años, cuando se mudó a Miami Beach, Florida, junto a su madre y su hermano, Carlos Omes. Se graduó de la Escuela Secundaria Miami Beach.

## Carrera profesional
Comenzó su carrera dentro de los clubes de Miami y la escena de la música electrónica como portero en el club nocturno Cameo en Miami Beach durante la década de 1990. Luego se convirtió en editor de una revista de música electrónica y de baile llamada D'VOX, que se centró en la emergente industria de la música de baile electrónica de Miami durante la década de 1990. Omes adquirió contactos profesionales dentro de la cultura musical y de DJs de la ciudad mientras trabajaba en D'VOX y los clubes nocturnos.
Uno de los contactos de Omes dentro de la industria de la música fue Russell Faibisch, con quien concibió la idea de un festival de música frente a la playa que se convertiría en Ultra. Los dos se conocieron en un evento. En una entrevista de 2013 con Miami New Times, Faibisch recordó: "Estaba haciendo un evento y tuve que colocar algunos anuncios... Fue entonces cuando conocí a Alex Omes, quien tuvo la visión. Empezamos Ultra juntos". Omes y Faibisch, que tenían intereses similares en la música de club, pronto se hicieron amigos cercanos y, más tarde, socios comerciales. Juntos, intercambiaron ideas sobre la idea de un festival de música frente a la playa que se celebrará junto con la Winter Music Conference (WMC) anual. Miles de asistentes y fanáticos de la música electrónica habían asistido a WMC anualmente desde su creación en 1985. Los dos socios comerciales vieron potencial para un evento de música dance durante la misma semana que WMC.
Faibisch y Omes organizaron el primer Ultra Music Festival el 13 de marzo de 1999 en Collins Park en el barrio de South Beach de Miami Beach. Los artistas que actuaron en el escenario principal del primer Ultra incluyeron a Paul van Dyk, DJ Baby Anne y Josh Wink. El festival Ultra de 1999 resultó popular, con la asistencia de 10,000 asistentes al concierto, aunque Omes y Faibisch aún experimentaron una pérdida financiera de entre $10,000 y $20,000 en el proyecto durante su primer año.
Ultra Music Festival se llevó a cabo como un evento de un día desde 1999 hasta 2006. Se expandió a un festival de dos días de 2007 a 2010, y finalmente se extendió a dos fines de semana consecutivos en 2013. Ultra Music Festival volvió a un concierto de tres días en 2014. El evento contó con algunos de los mejores DJs y artistas de electrónica y dance del mundo, algunos artistas invitados fueron Avicii, DJ Eddie G Miami, Deadmau5, Tiësto, Paul van Dyk y Madonna.
Omes fue expulsado de Ultra el 10 de agosto de 2010 después de que los funcionarios del Ultra Music Festival pusieran fin a su asociación de una década con la Winter Music Conference. Omes acusó de haber sido expulsado de Ultra luego de una "junta secreta de accionistas" en una demanda presentada en 2012.
Alex Omes pronto se asoció con otro promotor de la vida nocturna de Miami, Emi Guerra. Juntos, Omes y Guerra cofundaron Go Big Productions, una empresa de eventos, para organizar conciertos y otros eventos importantes en Miami. En 2011 y 2012, Go Big Productions realizó conciertos con Swedish House Mafia los mismos fines de semana que el Ultra Music Festival. Go Big también planeó un nuevo concierto de dos días y varias etapas, llamado festival de música UR1, que estaba programado para celebrarse en Downtown Miami en 2012, coincidiendo con Art Basel. Sin embargo, UR1, que habría presentado a Kanye West y Lou Reed como cabezas de cartel, se canceló debido a que la venta de entradas fue menor a la esperada.

## Demanda y fallecimiento
En agosto de 2012, Omes presentó una demanda de 33 millones de dólares contra Faibisch y otros dos ejecutivos del Ultra Music Festival, Charlie Faibisch y Adam Russakoff, alegando que habían conspirado para expulsarlo del "evento ahora financieramente exitoso" (Ultra) siguiendo a "accionistas secretos". La demanda alegaba que los tres sabían que Omes nunca aceptaría romper una afiliación existente con Winter Music Conference.
Un juicio de dos semanas para la demanda comenzó el martes 13 de enero de 2015 en Miami. Sin embargo, Alex Omes nunca llegó para el proceso judicial de ese día. El hermano de Omes, Carlos, y su abogado, Aaron Resnick, se preocuparon cuando Omes no se presentó a los argumentos de apertura el martes por la mañana. Descubrieron a Alex Omes muerto en su casa a la edad de 43 años. Omes había muerto la noche del lunes 12 de enero de 2015, según un informe del médico forense del condado de Miami-Dade. El médico forense dio a conocer la causa de su muerte el 9 de marzo de 2016, diciendo que Omes tenía anfetaminas, ketamina, cocaína y GHB en su sistema cuando murió y se encontró cocaína en su apartamento. A Omes le sobrevivieron su hijo, Joshua Omes, y su exesposa, Karie Omes. Su funeral se llevó a cabo en la Iglesia Católica St. Patrick en Miami Beach el 23 de enero de 2015.